# Les Danseuses bleues
 (juillet 2020).
Les Danseuses bleues est un pastel de 1897 d'Edgar Degas, aujourd'hui conservé au Musée Pouchkine de Moscou, où il est entré en 1948 par le Musée d'État d'art occidental moderne. Il était dans la collection de Durand-Ruel puis, jusqu'en 1918, dans celle de Sergueï Chtchoukine à Moscou.